# Maps (gruppo musicale)
Maps è lo pseudonimo di James Chapman, musicista britannico di Northampton. Maps è stato candidato per il Mercury Music Prize 2007 che ha però visto vincere i Klaxons con il loro album di debutto Myths of the Near Future.

## Influenze
Tra le band che hanno influenzato Maps, ci sono Spiritualized, My Bloody Valentine, Galaxie 500, Mogwai e Low.

## Discografia

### Studio
- 2007 – We Can Create (Mute Records)
- 2009 – Turning the Mind (Mute Records)
- 2013 – Vicissitude (Mute Records)
- 2019 - Colours. Reflect. Time. Loss.

### EP
- 2006 – Start Something (Last Space Recordings)
- 2007 – To the Sky (Mute Records)

### Singoli
| Anno | Singolo                 |
| ---- | ----------------------- |
| 2005 | Start Something         |
| 2006 | Lost My Soul            |
| 2006 | Don't Fear              |
| 2007 | It Will Find You        |
| 2007 | You Don't Know Her Name |
| 2007 | To the Sky              |
| 2009 | Let Go of the Fear      |
| 2009 | I Dream of Crystal      |
| 2010 | Die Happy, Die Smiling  |
| 2013 | A.M.A.                  |
| 2013 | You Will Find a Way     |